# Комплекс на Електра
Комплекс на Електра се нарича психологическото явление, аналогично по своята същност на Едиповия комплекс, но което се проявява при момичета. Заключава се в неосъзнато влечение на момичетата към собствените им бащи и съперничеството с майката за тяхното внимание. Наречен е на името на героинята от древногръцката митология Електра. Според мита, Електра иска да отмъсти за смъртта на своя баща Агамемнон и подстрекава брат си Орест да убие майка им Клитемнестра и нейния любовник.